# یوکروس (وایومینگ)
یوکروس، وایومینگ (به انگلیسی: Ucross, Wyoming) یک منطقهٔ مسکونی در ایالات متحده آمریکا است که در شهرستان شریدن، وایومینگ واقع شده‌است.

## خصوصیات
یوکروس ۲۵ نفر جمعیت دارد و ۱٬۲۴۳٫۹ متر بالاتر از سطح دریا واقع شده‌است.